# 20 kilomètres marche féminin aux championnats du monde d'athlétisme 2013
Navigation
Daegu 2011 Pékin 2015
L'épreuve du 20 kilomètres marche féminin des Championnats du monde de 2013 a lieu le 13 août 2013 dans la ville de Moscou, avec un départ et une arrivée au Stade Loujniki. 

## Records et performances

### Records
Les records du 20 km femmes (mondial, des championnats et par continent) étaient avant les championnats 2013 les suivants :
| Record                    | Athlète           | Pays           | Temps           | Lieu                  | Date        |
| ------------------------- | ----------------- | -------------- | --------------- | --------------------- | ----------- |
| Record du monde           | Olimpiada Ivanova | Russie         | 1 h 25 min 41 s | Helsinki, Finlande    | 7 août 2005 |
| Record des championnats   | Olimpiada Ivanova | Russie         | 1 h 25 min 41 s | Helsinki, Finlande    | 7 août 2005 |
| Record d'Afrique          | Susan Vermeulen   | Afrique du Sud | 1 h 36 min 18 s | Mézidon-Canon, France | 2 mai 1999  |
| Record d'Asie             | Qieyang Shenjie   | Chine          | 1 h 25 min 16 s | Londres               | 2012        |
| Record d'Amérique du Nord | Graciela Mendoza  | Mexique        | 1 h 30 min 03 s | Mézidon-Canon, France | 2 mai 1999  |
| Record d'Amérique du Sud  | Miriam Ramón      | Équateur       | 1 h 31 min 25 s | Lima, Pérou           | 7 mai 2005  |
| Record d'Europe           | Olimpiada Ivanova | Russie         | 1 h 25 min 41 s | Helsinki, Finlande    | 7 août 2005 |
| Record d'Océanie          | Jane Saville      | Australie      | 1 h 27 min 44 s | Naumburg, Allemagne   | 2 mai 2004  |

### Meilleures performances 2013
Les dix coureurs les plus rapides de l'année sont, avant les championnats (au 27 juillet 2013), les suivants.
|    | Athlète            | Pays      | Temps           | Lieu               | Date          |
| -- | ------------------ | --------- | --------------- | ------------------ | ------------- |
| 1  | Liu Hong           | Chine     | 1 h 27 min 06 s | Lugano             | 17 mars 2013  |
| 2  | Sun Huanhuan       | Chine     | 1 h 27 min 36 s | Taicang            | 1er mars 2013 |
| 3  | Lu Xiuzhi          | Chine     | 1 h 27 min 53 s | Shenyang           | 11 mai 2013   |
| 4  | Li Yanfei          | Chine     | 1 h 28 min 03 s | Shenyang           | 11 mai 2013   |
| 5  | Qieyang Shenjie    | Chine     | 1 h 28 min 05 s | Shenyang           | 11 mai 2013   |
| 6  | Elena Lashmanova   | Russie    | 1 h 28 min 19 s | Rio Maior          | 6 avril 2013  |
| 7  | Mirna Ortíz        | Guatemala | 1 h 28 min 31 s | Rio Maior          | 6 avril 2013  |
| 8  | Anisya Kirdyapkina | Russie    | 1 h 28 min 39 s | Dudince, Slovaquie | 19 mai 2013   |
| 9  | Lina Bikulova      | Russie    | 1 h 28 min 42 s | Tcheboksary        | 8 juin 2013   |
| 10 | Júlia Takács       | Espagne   | 1 h 28 min 44 s | Murcie             | 3 mars 2013   |

## Médaillées
| Or             | Argent             | Bronze              |
| Liu Hong (CHN) | Sun Huanhuan (CHN) | Elisa Rigaudo (ITA) |

## Critères de qualification
Pour se qualifier pour les Championnats, il fallait avoir réalisé moins de 1 h 33 min 30 s (minima A) et 1 h 38 min 00 s (minima B) entre le 1er janvier 2012 et le 29 juillet 2013.

## Faits marquants
L'épreuve est remportée initialement par la Russe Elena Lashmanova devant sa compatriote Anisya Kirdyapkina mais les deux Russes sont finalement disqualifiées pour dopage. La Chinoise Liu Hong, d'abord troisième de la course, récupère donc la médaille d'or, tandis que la médaille d'argent revient à l'autre Chinoise Sun Huanhuan et la médaille de bronze à l'Italienne Elisa Rigaudo.

## Résultats
| Rang               | Athlète               | Nationalité  | Temps           | Notes  |
| ------------------ | --------------------- | ------------ | --------------- | ------ |
| DQ                 | Elena Lashmanova      | Russie       | -               | Dopage |
| DQ                 | Anisya Kirdyapkina    | Russie       | -               | Dopage |
| Médaille d'or      | Liu Hong              | Chine        | 1 h 28 min 10 s |        |
| Médaille d'argent  | Sun Huanhuan          | Chine        | 1 h 28 min 32 s |        |
| Médaille de bronze | Elisa Rigaudo         | Italie       | 1 h 28 min 41 s | SB     |
| 4                  | Beatriz Pascual       | Espagne      | 1 h 29 min 00 s | SB     |
| 5                  | Anežka Drahotová      | Tchéquie     | 1 h 29 min 05 s | PB     |
| 6                  | Ana Cabecinha         | Portugal     | 1 h 29 min 17 s | SB     |
| 7                  | Júlia Takács          | Espagne      | 1 h 29 min 25 s |        |
| 8                  | Eleonora Giorgi       | Italie       | 1 h 30 min 01 s | PB     |
| 9                  | Inês Henriques        | Portugal     | 1 h 30 min 28 s |        |
| 10                 | Lyudmyla Olyanovska   | Ukraine      | 1 h 30 min 48 s |        |
| 11                 | Antonella Palmisano   | Italie       | 1 h 30 min 50 s | PB     |
| 12                 | Mayra Herrera         | Guatemala    | 1 h 30 min 59 s | PB     |
| 13                 | Qieyang Shenjie       | Chine        | 1 h 31 min 15 s |        |
| 14                 | Hanna Drabenia        | Biélorussie  | 1 h 31 min 16 s |        |
| 15                 | Vera Santos           | Portugal     | 1 h 31 min 36 s |        |
| 16                 | Lorena Luaces         | Espagne      | 1 h 31 min 43 s | SB     |
| 17                 | Olena Shumkina        | Ukraine      | 1 h 31 min 54 s | SB     |
| 18                 | Brigita Virbalytė     | Lituanie     | 1 h 31 min 58 s |        |
| 19                 | Kristina Saltanovič   | Lituanie     | 1 h 32 min 11 s | SB     |
| 20                 | Sandra Arenas         | Colombie     | 1 h 32 min 25 s | NR     |
| 21                 | Agnese Pastare        | Lettonie     | 1 h 32 min 30 s | SB     |
| 22                 | Nastassia Yatsevich   | Biélorussie  | 1 h 32 min 31 s | SB     |
| 23                 | Yanelli Caballero     | Mexique      | 1 h 32 min 37 s |        |
| 24                 | Kumi Otoshi           | Japon        | 1 h 32 min 44 s |        |
| 25                 | Ayman Kozhakhmetova   | Kazakhstan   | 1 h 33 min 00 s | SB     |
| 26                 | Paola Pérez           | Équateur     | 1 h 33 min 03 s |        |
| 27                 | Masumi Fuchise        | Japon        | 1 h 33 min 13 s | SB     |
| 28                 | Paulina Buziak        | Pologne      | 1 h 33 min 30 s |        |
| 29                 | Laura Reynolds        | Irlande      | 1 h 33 min 39 s |        |
| 30                 | Antigóni Drisbióti    | Grèce        | 1 h 33 min 42 s | PB     |
| 31                 | Sandra Galvis         | Colombie     | 1 h 33 min 49 s | SB     |
| 32                 | Maria Michta          | États-Unis   | 1 h 33 min 51 s | SB     |
| 33                 | Kimberly García       | Pérou        | 1 h 33 min 57 s | NR     |
| 34                 | Laura Polli           | Suisse       | 1 h 34 min 07 s | PB     |
| 35                 | Viktoria Madarász     | Hongrie      | 1 h 34 min 10 s | SB     |
| 36                 | Galina Kichigina      | Kazakhstan   | 1 h 34 min 18 s |        |
| 37                 | Khushbir Kaur         | Inde         | 1 h 34 min 28 s | NR     |
| 38                 | Jeon Yeong-Eun        | Corée du Sud | 1 h 34 min 29 s | SB     |
| 39                 | Neringa Aidietytė     | Lituanie     | 1 h 34 min 32 s |        |
| 40                 | Anita Kažemaka        | Lettonie     | 1 h 34 min 37 s | SB     |
| 41                 | Erin Gray             | États-Unis   | 1 h 34 min 38 s | PB     |
| 42                 | Agnieszka Dygacz      | Pologne      | 1 h 34 min 42 s |        |
| 43                 | Tanya Holliday        | Australie    | 1 h 35 min 18 s |        |
| 44                 | Wendy Cornejo         | Bolivie      | 1 h 36 min 06 s |        |
| 45                 | Anne Halkivaha        | Finlande     | 1 h 36 min 17 s |        |
| 46                 | Nguyen Thi Thanh Phuc | Viêt Nam     | 1 h 36 min 27 s |        |
| 47                 | Marie Polli           | Suisse       | 1 h 36 min 31 s | SB     |
| 48                 | Ángela Castro         | Bolivie      | 1 h 36 min 33 s |        |
| 49                 | Maria Czaková         | Slovaquie    | 1 h 36 min 34 s |        |
| 50                 | Monica Equihua        | Mexique      | 1 h 36 min 46 s |        |
| 51                 | Katarzyna Kwoka       | Pologne      | 1 h 36 min 54 s |        |
| 52                 | Jess Rothwell         | Australie    | 1 h 38 min 03 s |        |
| 53                 | Sholpan Kozhakhmetova | Kazakhstan   | 1 h 38 min 09 s | SB     |
| 54                 | Olha Iakovenko        | Ukraine      | 1 h 39 min 58 s |        |
| 55                 | Lucie Pelantová       | Tchéquie     | 1 h 40 min 23 s |        |
|                    | Miranda Melville      | États-Unis   | —               | DSQ    |
|                    | Mirna Ortiz           | Guatemala    | —               | DSQ    |
|                    | Lizbeth Silva         | Mexique      | —               | DSQ    |
|                    | Vera Sokolova         | Russie       | —               | DSQ    |
|                    | Mária Gáliková        | Slovaquie    | —               | DNF    |

## Légende
Records et Performances
- AR : Record continental (area record)
- CR : Record des championnats (championship record)
- MR : Record du meeting (meet record)
- NR : Record national (national record)
- OR : Record olympique (olympic record)
- PR : Record paralympique (paralympic record)
- PB : Record personnel (personal best)
- SB : Meilleure performance personnelle de la saison (season's best)
- WL : Meilleure performance mondiale de l'année (world leader)
- WJR : Record du monde junior (world junior record)
- WR : Record du monde (world record)

Circonstances et Conditions
- DNF : N'a pas terminé (did not finish)
- DNS : N'a pas pris le départ (did not start)
- DQ : Disqualification (disqualification)
- NM : Aucun essai valable enregistré (No Mark)
- Q : Qualifié « directement » au prochain tour (ou à la prochaine compétition), lors d'une compétition majeure, grâce au classement ou à la réalisation des minima (automatic qualifier)
- q : Qualifié au prochain tour (ou à la prochaine compétition), lors d'une compétition majeure, grâce au repêchage ou à la réalisation de l'une des meilleures performances parmi celles des « non qualifiés directement » (grâce au meilleur temps ou à la meilleure distance par exemple) (secondary qualifier)